# Tereitake
Tereitake (auch: Tereitaki) ist ein Ort im nördlichen Teil des pazifischen Archipels der Line Islands nahe dem Äquator im Staat Kiribati. 2020 wurden 370 Einwohner gezählt.

## Geographie
Tereitake liegt zusammen mit Betania und Napari im Westen von Tabuaeran, in der Nähe des Flugplatzes der Insel (PLFA, TNV). Haupterwerbszweige sind Kokosanbau und Fischerei. Bicknell Point im Westen ist der westlichste Punkt des Atolls. Nördlich des Ortes liegt an der Lagunenseite (O) das Cable and Wireless Pier.

## Klima
Das Klima ist tropisch heiß, wird jedoch von ständig wehenden Winden gemäßigt. Ebenso wie die anderen Orte der südlichen Line Islands wird Tereitake gelegentlich von Zyklonen heimgesucht.